# Terellia ruficauda
Terellia ruficauda
 es una especie de insecto del género Terellia de la familia Tephritidae del orden Diptera.
Su distribución original es el Paleártico. Ha sido introducida en Norteamérica para control biológico de especies invasoras de cardos. Las larvas se alimentan de Cirsium arvense.
Fabricius la describió científicamente por primera vez en el año 1794.